# Tatiana Czekalska
Tatiana Czekalska (ur. 1966 w Łodzi) – polska artystka współczesna, fotograficzka i rzeźbiarka oraz projektantka mody. Od 1996 r. pracuje w duecie z Leszkiem Golcem jako Czekalska + Golec, prowadzi etyczną markę odzieżową by Tati.

## Życiorys
W swoich biogramach zamieszcza notę „pojawiła się ponownie w 1966”, wskazującą na wiarę w reinkarnację.
W latach 1990–1995 studiowała na Wydziale Tkaniny i Ubioru Państwowej Wyższej Szkoły Sztuk Plastycznych w Łodzi (od 1996 r. Akademia Sztuk Pięknych im. Władysława Strzemińskiego), w 1995 r. uzyskując dyplom w zakresie projektowania ubioru.
Jej mężem jest artysta Leszek Golec, z którym od 1996 współtworzy duet artystyczny.
Od 1999 r. jest członkinią The International Supreme Master Ching Hai Meditation Associations.
Mieszka i pracuje w Łodzi.

## Twórczość

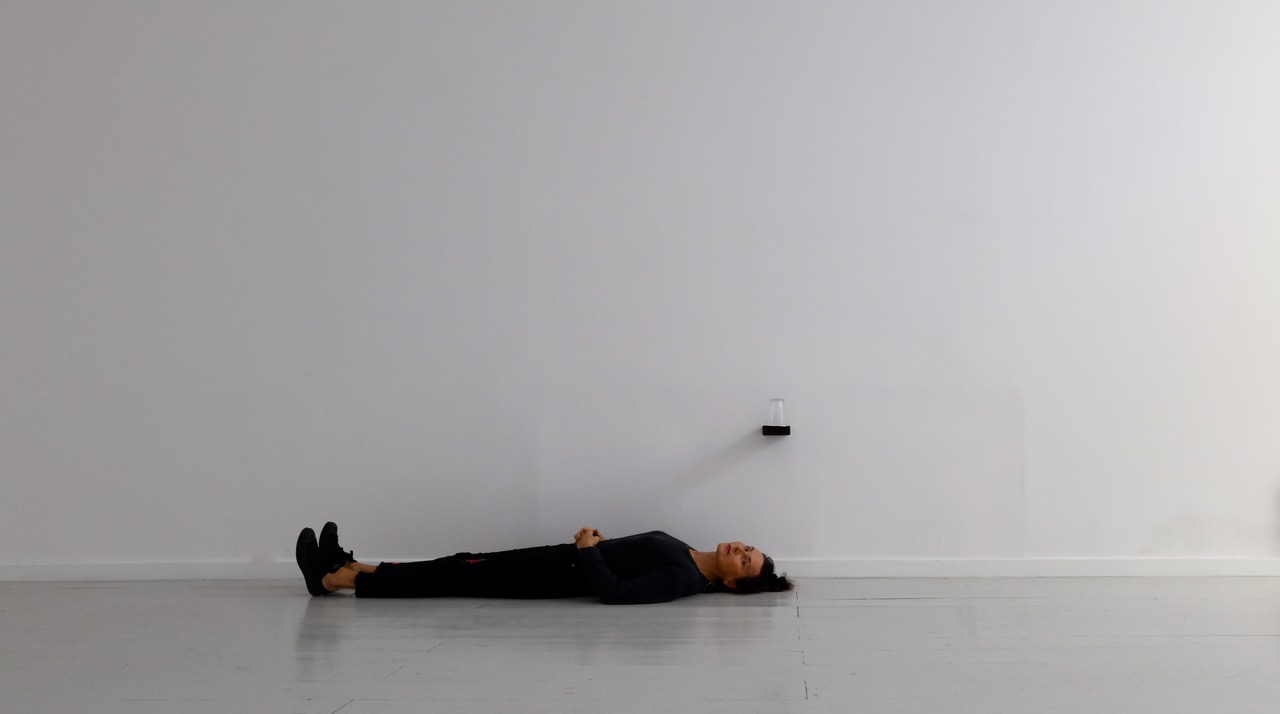
Tatiana Czekalska w Galerii Signum w Łodzi podczas wystawy Live (2018)

Początkowo zajmowała się głównie fotografią, później również rzeźbą. Uprawia również malarstwo, rysunek oraz projektowanie ubioru. Na planie filmu Oczywiście, że miłość (2002) pracowała jako osoba odpowiedzialna za garderobę.
Jako aneks do dyplomu w Pracowni Projektowania Ubioru zrealizowała cykl fotografii Endless Vegetables, w którym podkreśliła estetyczność warzyw. W drugim cyklu pt. Vegetables Body zestawiała wizerunki kobiecego ciała z fragmentami warzyw, co Krzysztof Jurecki wiąże z feminizmem i wskazuje skojarzenia erotyczne. W 1997 r. zrealizowała wielkoformatową serię przedstawień kotów pt. Musmus. Jurecki twierdzi, że była to oznaka „zmiany filozoficzno-artystycznej, w której feminizm ustąpił miejsca problematyce zmierzającej do poszukiwania idei harmonii ze światem natury bliskiej buddyzmowi-zen, przede wszystkim z bliskimi jej zwierzętami”.
Prace artystki znajdują się w wielu kolekcjach, m.in. w zbiorach Centrum Rzeźby Polskiej w Orońsku, Zachęty Narodowej Galerii Sztuki czy Muzeum Sztuki w Łodzi (zob. Wybrane prace).

### Czekalska + Golec
Duet Czekalska + Golec (również Czekalska&Golec, Tatiana Czekalska i Leszek Golec) powstał w 1996 r. Wspólne prace artystów eksplorują aspekt duchowości człowieka oraz przyglądają się relacjom ludzi z otaczającym ich światem. Druga wystawa Czekalskiej i Golca pt. Piąta aktywność (2001) powstała z inspiracji filozofiami Dalekiego Wschodu i rozpatrywała kwestię działania dobra za pomocą sztuki – składały się nań trzy obiekty nazwane Avatarami, czyli „prototypy urządzeń, które mogą mieć zastosowanie w ratowaniu małych stworzeń przed zagładą w trudnych dla nich warunkach życiowych”. Te narzędzia to piękne i zarazem funkcjonalne przyrządy do przenoszenia owadów, które dzięki zastosowaniu szlachetnych materiałów (srebro, złoto) mają właściwości antyseptyczne i zarazem umożliwiają zbudowanie nowego typu relacji międzygatunkowych, opartych na uważności, szacunku i trosce.
Krzysztof Jurecki wskazuje, że twórczość Czekalskiej i Golca jest pokrewna pracom Zygmunta Piotrowskiego i Andrzeja Dudka-Dürera, których określa mianem „artystów medytujących”. Bogna Błażewicz pisze natomiast:
Fundamentem prac Czekalskiej i Golca jest szacunek dla życia i wynikające z niego rozszerzone postrzeganie świata. Rozszerzone o większą empatię, swego rodzaju ponadreligijną duchowość i poczucie ponadgatunkowej wspólnoty istot żywych i czujących. Artyści często odwołują się do tradycji chrześcijańskiej, choćby poprzez nawiązania do Biblii lub używanie w swoich pracach kościelnych artefaktów, jednak ich życie duchowe wykracza poza ramy teologicznych dogmatów. Stają bardziej po stronie realnego współczucia niż rytuałów, a w surowym, minimalistycznym pięknie zdają się dostrzegać wymiar metafizyczny.
Twórczość duetu wpisuje się w posthumanistyczny nurt refleksji nad światem i jest określana jako pionierska w Polsce. Artyści chętnie przyglądają się obecności zwierząt w życiu człowieka, w ich pracach pojawiają się m.in. muszki owocówki (Implant I. Drosophila melanogaster, 1995), mieszkające w galeriach owady, a także koty i psy (ReMASTERing, 2002; Z dwóch energii dziwnie trzecia, 1996). Jak w rozmowie z Aleksandrą Jach powiedzieli artyści: „Jest jedna ETYKA – dla wszystkich żywych, czujących, ruchomych, nieruchomych istot… dla niesłusznie wykluczanych, niemych…”. Sztukę Czekalskiej i Golca można również określić jako zaangażowaną ekologicznie czy też jako artystyczne studia nad zwierzętami, przedmiotami i relacjami. Jak postuluje Czekalska: „najbardziej eko jest minimalizm, rezygnacja z rzeczy, które nie są konieczne. Dzielenie się, wymiana”.
Twórczość artystyczną i kuratorską pary można określić również mianem artywizmu. Jak wskazuje Dorota Łagodzka:
Czekalska i Golec swoją postawą, zarówno życiową, jak i artystyczną, zwracają uwagę na problemy związane z sytuacją zwierząt, poprzez swoją twórczość promują weganizm oraz apelują o etyczne traktowanie zwierząt i wszystkich żywych istnień.
Artyści wykonują wspólnie prace rzeźbiarskie, instalacje, performanse, filmy wideo i dzieła intemedialne.

### By Tati
Od ok. 2013 r. prowadzi autorską markę ubrań dla kobiet by Tati, która świadomie wpisuje się w ruch slow fashion. W samodzielnie szytych strojach wykorzystuje przede wszystkim naturalne tkaniny (bawełna, len), które własnoręcznie maluje, ale część materiałów pochodzi też z upcyklingu. Jak deklaruje, w procesie tworzenia ubrań ważne są dla niej unikatowość oraz eksperymentowanie z formą, teksturą i kolorem:
Czysta forma i ręcznie malowane kolory, odważne sploty i misterne konstrukcje ściegu detale wykonane świeżo i bezpośrednio. Wzory i kolory samo się wyrażają: jak zanurzenie pędzla w farbie i zrobienie znaku na białym arkuszu: szybka akcja, znak, który jest jasny, a jednocześnie nowy, instynktowny.
Kluczowe są dla niej idee Fair Trade, zrównoważonego rozwoju, weganizmu oraz etyki – „modę uznaje się za etyczną, gdy prawa ludzi i zwierząt nie są łamane i gdy środowisko pozostaje tak bardzo niezniszczone jak tylko jest to możliwe,” jak wskazuje artystka. „Moją filozofią jest moda zrównoważona, tworzenie marki, która ma sens i cel wykraczający poza zarabianie pieniędzy. Zamiast tego staram się zwiększyć dobrobyt ludzkości i całego życia na naszej planecie”, deklaruje Czekalska.
W 2015 zaprezentowała swoją kolekcję podczas Międzynarodowych Targów Mody Ptak EXPO w Rzgowie obok Patrycji Plesiak i takich absolwentek łódzkiej ASP, jak Magdalena Kozia, Aga Gniłka, Klaudia Markiewicz, Eryka Jurka, Anna Zaworska czy Kasia Domańska. W 2019 by Tati prezentowana była wśród wyróżnionych marek podczas II Forum Mody Polskiej Modopolis w Łodzi.

### Wybrane prace
- Endless Vegetables, 1995; cykl fotografii,
- Vegetables Body; cykl fotografii,
- Musmus, 1997; cykl fotografii,
- Implant I. Drosophila melanogaster, 1995; wideo (z Leszkiem Golcem)[22],
- ReMASTERing, 2002; instalacja w ramach projektu Insect Home System [IHS] (z Leszkiem Golcem)[23],
- Homo Anobium ST. Francis 100%, 1680–1985; rzeźba; praca w kolekcji Centrum Rzeźby Polskiej w Orońsku (z Leszkiem Golcem)[4],
- Awatar II Ag, 1999; instalacja, rzeźba; praca w kolekcji Muzeum Sztuki w Łodzi (z Leszkiem Golcem)[24],
- Goście podczas wystawy „Z dwóch energii dziwnie trzecia’, CSW, W-wa, 1996”, 1996; fotografia; praca w kolekcji Zachęta Narodowa Galeria Sztuki (z Leszkiem Golcem)[25],
- Avatar III Ag, 1997; rzeźba; praca w kolekcji Zachęta Narodowa Galeria Sztuki (z Leszkiem Golcem)[26],
- The Favorite Performance, 2003 (z Leszkiem Golcem)[27][13].

### Wybrane wystawy indywidualne
- 1996 – Tatiana Czekalska, Leszek Golec, Z dwóch energii dziwnie trzecia, Galeria Laboratorium, Centrum Sztuki Współczesnej Zamek Ujazdowski, Warszawa[28],
- 2000 – Tatiana Czekalska, Leszek Golec, nieWszystkie Stworzenia, Galeria ON, Poznań; Galeria Promocyjna, Warszawa,
- 2001 – Tatiana Czekalska, Leszek Golec, Piąta aktywność, 11.05-10.06.2001, Muzeum Sztuki w Łodzi[7][29],
- 2002 – Tatiana Czekalska, Leszek Golec, Remastering, Art in General, Nowy Jork,
- 2006 – Tatiana Czekalska, Leszek Golec, Homo Anobium  Św. Franciszek 100% Rzeźby, Baszta Czarownic, Słupsk,
- 2010 – Tatiana Czekalska, Leszek Golec, IHS, Zona Sztuki Aktualnej, Łódź,
- 2012 – Tatiana Czekalska, Leszek Golec, Contract Killer, Atlas Sztuki, Łódź,
- 2013 – Tatiana Czekalska, Leszek Golec, The Favorite Works ¼, BWA Bielsko Biała,
- 2015 – Tatiana Czekalska, Leszek Golec, Still, Galeria Monopol, Warszawa[30][1][31]
- 2020 – Tatiana Czekalska, Leszek Golec, Catering dla najdłużej przebywających w galerii gości, 24.01-15.03.2020, Galeria Miejska Arsenał w Poznaniu[8].

### Wybrane wystawy zbiorowe
- 1997 – 5th International Istanbul Biennial, Istambuł (z Leszkiem Golcem),
- 1997 – Żywa Galeria – łódzki progresywny ruch artystyczny 1969-1997, Zachęta Narodowa Galeria Sztuki, Warszawa,
- 1998 – Artists’space. Künstler der Galerie Arsenał Białystok, Berlin (z Leszkiem Golcem),
- 1998 – Fragment kolekcji 3, Zachęta Narodowa Galeria Sztuki, Warszawa (z Leszkiem Golcem),
- 1999 – Fauna, Nowyj Manież, Moskwa (z Leszkiem Golcem),
- 2000 – Postindustrial Sorrow, Nassauischer Kunstverein, Wiesbaden (z Leszkiem Golcem),
- 2002 – Wokół dekady. Fotografia Polska lat 90., Muzeum Sztuki w Łodzi (z Leszkiem Golcem),
- 2002 – Animalactions, Centrum Sztuki Współczesnej „Łaźnia”, Gdańsk (z Leszkiem Golcem),
- 2004 – Pod flagą biało-czerwoną. Nowa sztuka z Polski, Estonian Art Museum, Tallin; Contemporary Art Centre, Wilno; National Centre for Contemporary Arts, Moskwa; National Centre for Contemporary Arts, Arsenal, Niznhny Novogrod; Nizhny Tagil Museum of Fine Arts[30] (z Leszkiem Golcem),
- 2007 – Manual CC, Galeria Kronika, Bytom (z Leszkiem Golcem),
- 2008 – Kolekcja Sztuki XX i XXI wieku. Szkic 3: Poza zasadą rzeczywistości, Muzeum Sztuki w Łodzi (z Leszkiem Golcem),
- 2008 – UT-21- Be Veg. Go Green. Be SmART, Lillehammer, Norwegia (z Leszkiem Golcem),
- 2009 – Zwiadowca, Centrum Sztuki Współczesnej „Łaźnia”, Gdańsk (z Leszkiem Golcem),
- 2009 – Schizma. Sztuka polska lat 90, Centrum Sztuki Współczesnej Zamek Ujazdowski, Warszawa (z Leszkiem Golcem),
- 2010  – Wszystkie zwierzęta duże i małe, Zachęta Narodowa Galeria Sztuki, Warszawa (z Leszkiem Golcem),
- 2012 – Korespondencje, Muzeum Sztuki w Łodzi (z Leszkiem Golcem),
- 2014 – Ecce Animalia, Centrum Rzeźby Polskiej w Orońsku (z Leszkiem Golcem)[1].

## Nagrody
Czekalska otrzymała wraz z Golcem nagrody:
- 1996 – Stypendium Fundacji Kultury, Warszawa,
- 1996 – Stypendium ARTS LINK, Nowy Jork,
- 1998 – Stypendium Fundacji Kultury, Warszawa,
- 1999 – Stypendium Funduszu Promocji Twórczości Ministerstwa Kultury i Sztuki,
- 2000 – Stypendium Institut für Lippische Landeskunde w Lemgo, Niemcy,
- 2000 – Nagroda Roku kwartalnika „Exit”, Warszawa,
- 2002 – Art in General, Residency Exchange Program, Nowy Jork,
- 2002 – Stypendium Funduszu Promocji Twórczości Ministerstwa Kultury i Sztuki[30][32].

## Publikacje
- Tatiana Czekalska, Leszek Golec, Piąta aktywność, kat. wyst., Muzeum Sztuki, Łódź [2001], https://zasoby.msl.org.pl/mobjects/view/1456.
- „Nie zabijaj” na zabitym. Rozmowa Joanny Ruszczyk z Tatianą Czekalską i Leszkiem Golcem, „Szum” 07.06.2019, https://magazynszum.pl/nie-zabijaj-na-zabitym-rozmowa-z-tatiana-czekalska-i-leszkiem-golcem/.